# Maria Königin (Langenthal)

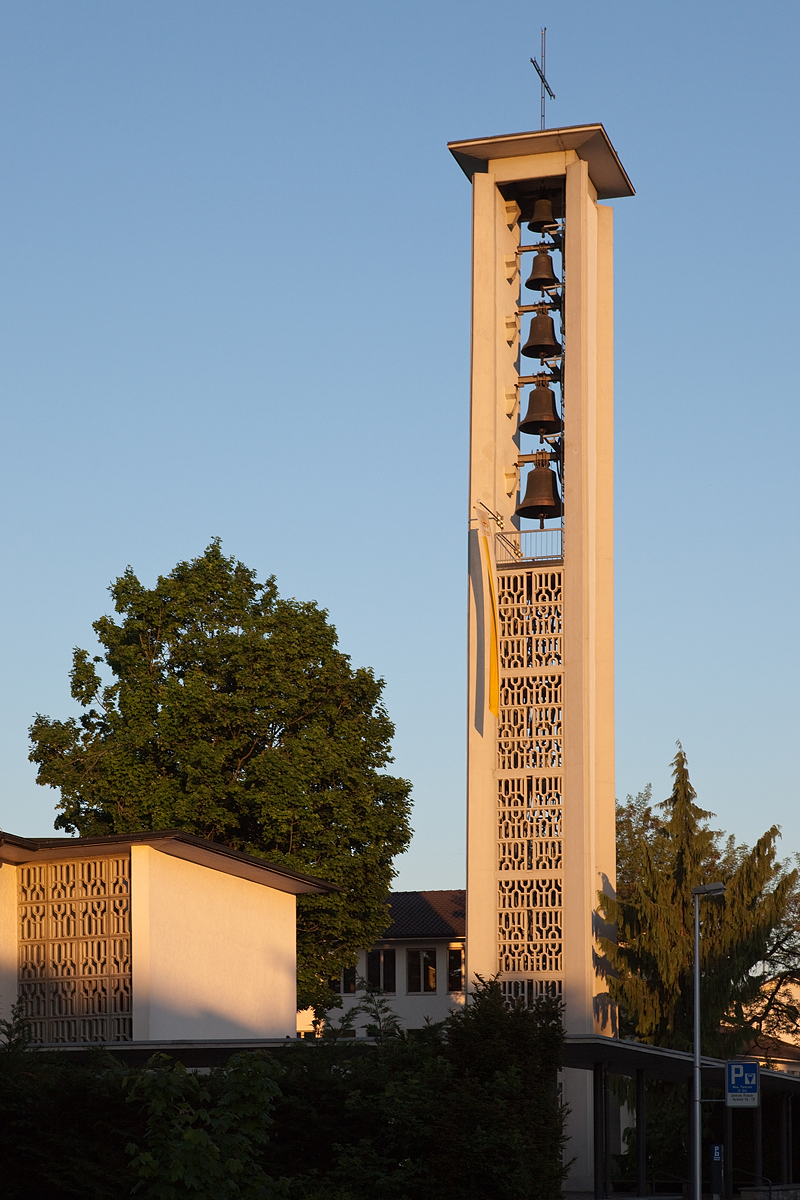
Kirche Maria Königin mit Turm

Die Kirche Maria Königin in Langenthal im Kanton Bern ist die römisch-katholische Pfarrkirche an der Talstrasse/Schulhausstrasse im Zentrum der Stadt. Sie wurde 1953–1954 gleichzeitig mit der Herz-Jesu-Kirche in Herzogenbuchsee im bernischen Oberaargau erbaut.

## Geschichte und Pfarreistruktur
Langenthal gehörte am Ende des 19. Jahrhunderts rechtlich zur Pfarrei Burgdorf. Wegen der geografischen Nähe besuchten die Katholiken von Langenthal bis 1920 den Gottesdienst in der ehemaligen Klosterkirche St. Urban im angrenzenden Kanton Luzern. Auf Ersuchen von Langenthaler Katholiken gestattete der Bischof regelmässige Gottesdienste, die am 18. Juni 1920 im Singsaal der Sekundarschule mit der Feier des ersten katholischen Gottesdienstes seit der Reformation begannen. Die kleine Gemeinde betreute der Pfarrer von St. Urban, und nach der Gründung des katholischen Kultusvereins 1923 wurde die erste Kapelle im «Hotel Jura» eingesegnet.
Für die angewachsene Katholikenzahl sollte dann eine eigene Kirche gebaut werden. Mit Basaren und Bettelaktionen wurde ein Kirchenbaufonds angelegt. Ab 1942 arbeitete eine Baukommission an einem Projekt für eine Kirche mit Pfarrhaus, das jedoch an der Finanzbeschaffung scheiterte. Man erwarb einen zentral gelegenen Bauplatz an der Ecke Schulhausstrasse Talstrasse, wo am 22. November 1953 der Grundstein für die neue Kirche durch Bischof Franziskus von Streng gelegt wurde. Am 17. Oktober 1954 wurde die Marienkirche geweiht.
Nachdem der Grosse Rat des Kantons Bern auf 1. Januar 1939 die römisch-katholische Kirche im ganzen Kantonsgebiet staatlich anerkannt hatte, wurde im Mai 1939 die römisch-katholische Kirchgemeinde Langenthal gegründet. Diese wurde in die vier kirchenrechtlich selbstständigen Seelsorgebezirke Langenthal, Huttwil, Herzogenbuchsee und Wangen an der Aare eingeteilt. Seit dem 16. November 2016 ist die Pfarrei Teil des Pastoralraums Oberaargau, zu dem die Pfarreien Herzogenbuchsee, Huttwil, Langenthal und Wangen gehören.
Die Pfarrei Langenthal umfasst aktuell die Gemeinden Aarwangen, Bannwil, Bleienbach, Busswil bei Melchnau, Langenthal, Lotzwil, Madiswil, Melchnau, Obersteckholz, Reisiswil, Roggwil, Rütschelen, Schwarzhäusern, Thunstetten, Untersteckholz und Wynau.

## Kirche

### Baubeschreibung

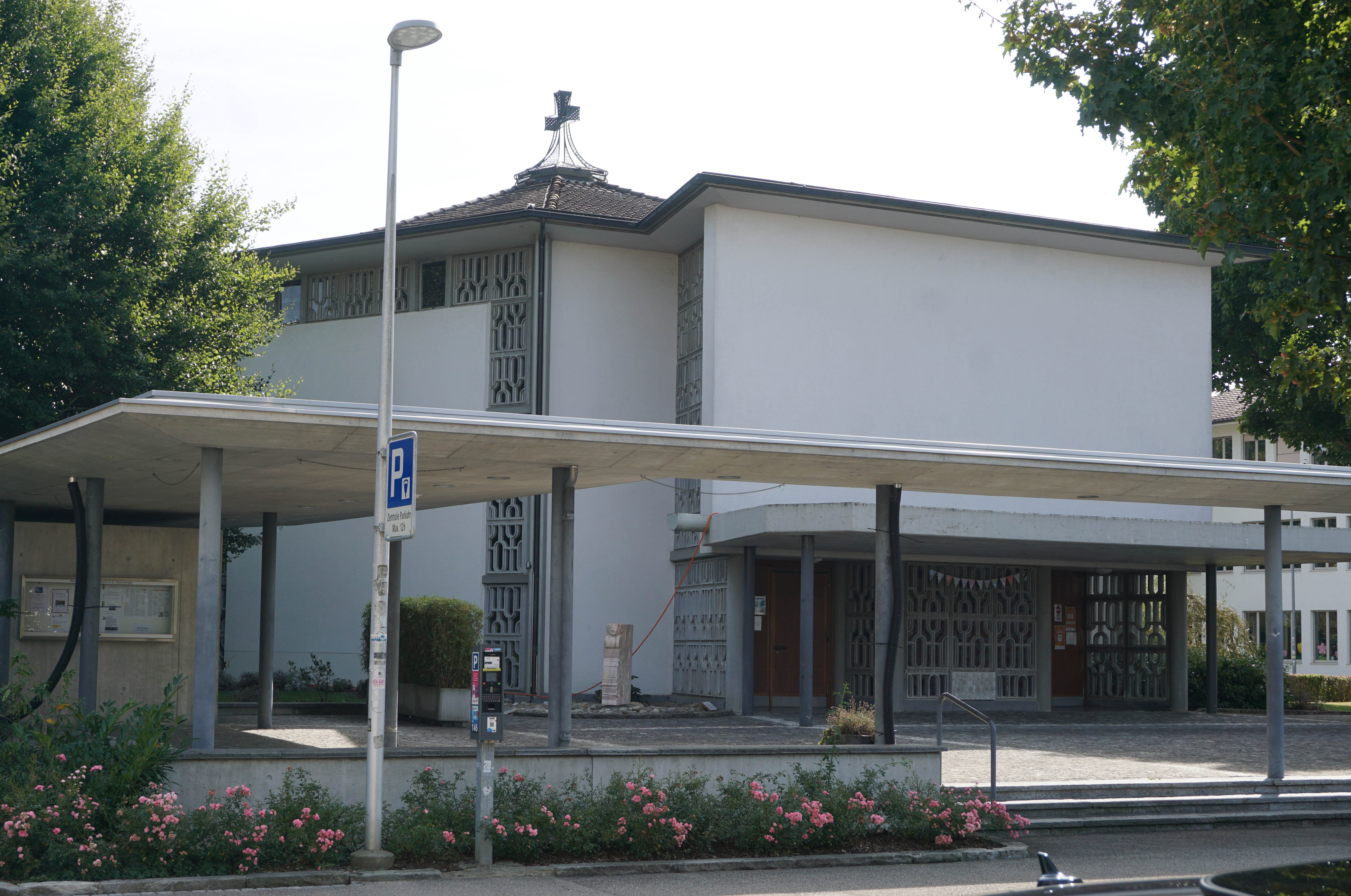
Kirche Maria Königin Langenthal

Die katholische Kirche in Langenthal ist ein von schlanken Rundstützen und flachen Rippen getragener Skelettbau. Die Wände sind mit umlaufenden, filigran verglasten, vorfabrizierten Betonelementen versehen, die Tageslicht ins Innere bringen. Die gleiche Ornamentik wurde auch bei der Chorwand und am Kirchturm verwandt. Der mit dem Bau beauftragte Architekt Alois Moser (1900–1972) baute unter Mitwirkung seines Sohnes Walter Moser das Gotteshaus mit einem langgezogenen, achteckigen Grundriss mit angebautem Chor und zum Eingangsbereich mit einer Orgelempore. Das zeltartige Dach mündet in eine kleine Lichtöffnung, die von einem Kreuz überhöht wird.

### Innenraum und künstlerische Ausstattung
Glasmalerei von Willi Helbling (1920–2015). Im Altarraum steht eine Madonna mit Kind des Schweizer Künstlers Hans von Matt. Von diesem sind auch die Franziskus- und Michaelsstatuetten. Die Marmorskulptur vor dem Eingang, mit dem Titel «Vom Herausgehen», ist ein Geschenk des Künstlers Ludwig Stocker.

## Orgel

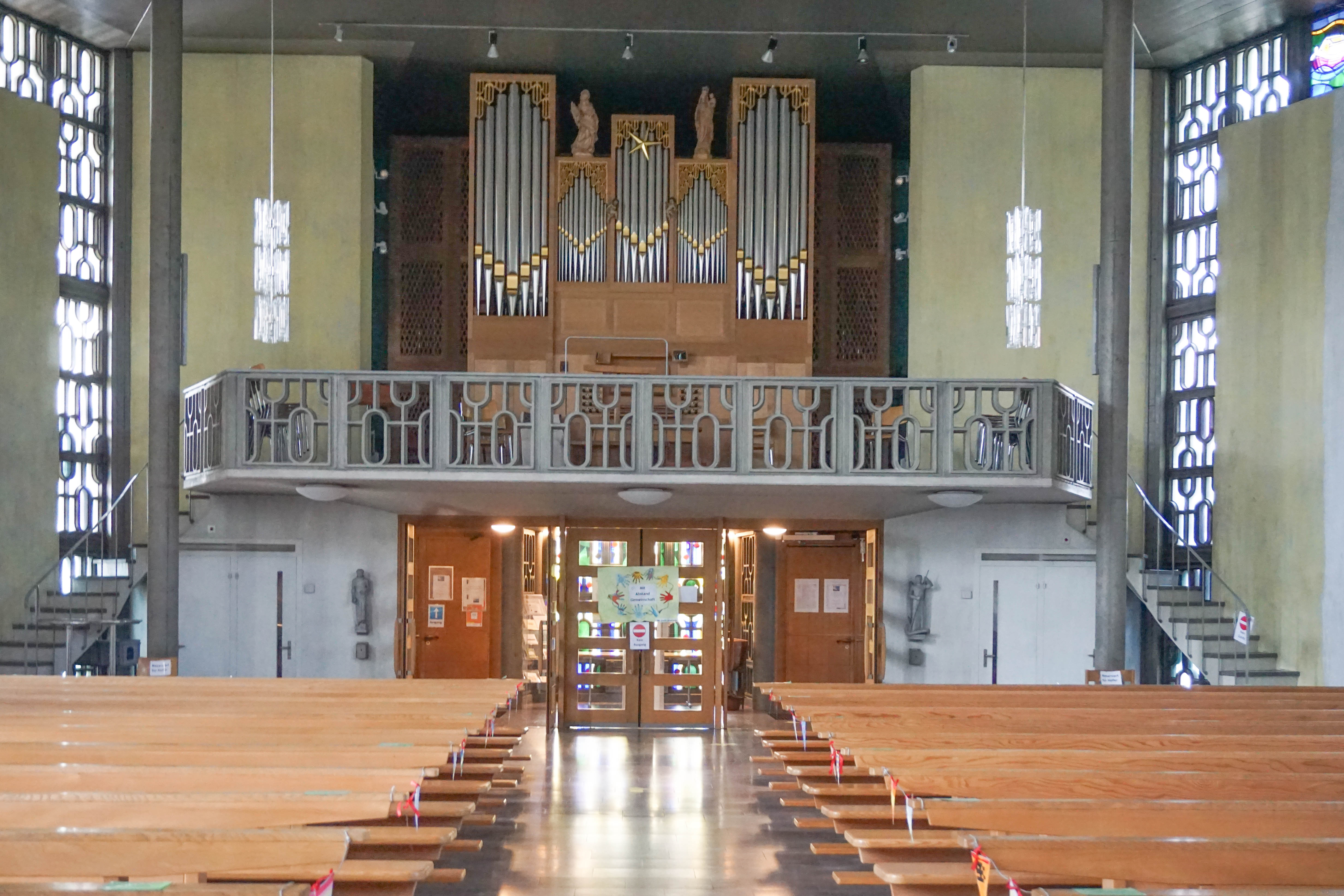
Orgel und Empore

1957 wurde eine erste Orgel durch die Firma Graf Orgelbau (Sursee) errichtet. Sie umfasste 27 Register auf zwei Manualen und Pedal. Dieses Instrument wurde 2010 nach Stettin (Polen) versetzt und durch eine neue Orgel von Metzler Orgelbau (Dietikon) ersetzt. Die neue Orgel hat 25 Register auf zwei Manualen und Pedal mit mechanischen Schleifladen und mechanischer Spiel- und Registertraktur sowie eine Extension und zwei Transmissionen im Pedal.
| I Hauptwerk C–g3 |       |
| Bourdon          | 16′   |
| Prinzipal        | 8′    |
| Bourdon          | 8′    |
| Viola            | 8′    |
| Oktave           | 4′    |
| Spitzflöte       | 4′    |
| Quinte           | 2 ⁄3′ |
| Superoktave      | 2′    |
| Mixtur           | 1 ⁄3′ |
| Trompete         | 8′    |

| II Schwellwerk C–g3 |        |
| Rohrflöte           | 8′     |
| Gambe               | 8′     |
| Unda Maris (ab c)   | 8′     |
| Prinzipal           | 4′     |
| Traversflöte        | 4′     |
| Nasard              | 2 ⁄3′  |
| Waldflöte           | 2′     |
| Terz                | 1 3⁄5′ |
| Scharff IV          | 1′     |
| Trompette harm.     | 8′     |
| Oboe                | 8′     |
| Tremulant           |        |

| Pedal C–f1                 |     |
| Soubbasse (Transmission)   | 16′ |
| Prinzipal (Ext. Oktavbass) | 16′ |
| Oktavbass                  | 8′  |
| Viola (Transmission)       | 8′  |
| Oktave                     | 4′  |
| Fagott                     | 16′ |
| Trompete                   | 8′  |

- Nebenregister: Cymbelstern, 6 Bronzeglocken (von Vorgängerorgel)
- Koppeln: II/I, I/P, II/P

## Kirchturm und Glocken
Der offene Campanile hat eine Höhe von 28 Metern bis zum Glockenstuhl und von 31 Metern bis zur Spitze des Turmkreuzes. Die fünf Glocken wurden durch die Firma H. Rüetschi, Aarau gegossen und sind im Motiv des Salve Regina disponiert. Im Rahmen der Kirchturmsanierung 2021 wurden die Glocken abgehängt und nach der Revision neu aufgezogen, wobei zur Klangverbesserung die Flug- durch Fallklöppel ersetzt wurden.
| Nummer | Gewicht  | Ton  | Widmung                       | Inschrift |
| ------ | -------- | ---- | ----------------------------- | --- |
| 1      | 2.000 kg | des′ | «Dreifaltigkeitsglocke»       | «SSA TRINITAS * BENEDICTA SIT SANCTA TRINITAS ATQUE INDIVISA UNITAS» (Heiligste Dreifaltigkeit – Gepriesen sei die heilige Dreieinigkeit und unteilbare Einheit)                                   |
| 2      | 1.400 kg | es′  | Marienglocke                  | «BEATA VIRGO MARIA * AVE MARIA GRATIA PLENA» (Selige Jungfrau Maria – Gegrüsst seist du, Maria, voll der Gnade)                                                                                    |
| 3      | 1.000 kg | f′   | Schutzengelglocke             | «ANGELI CUSTODES * BENEDICITE OMNES ANGELI DOMINUM» (Schutzengel – Preiset, alle Engel, den Herrn)                                                                                                 |
| 4      | 600 kg   | as′  | Hildegard- und Agnesglocke    | «STA HILDEGARDIS ET SANCTA AGNES * BENEDICO TE, DOMINE, QUIA EXTINCTUS EST IGNIS» (Hl. Hildegard u. Hl. Agnes – Ich preise dich, Herr, weil das Feuer getilgt ist)                                 |
| 5      | 400 kg   | b′   | Paulus- und Margarithenglocke | «SANCTE PAULE ET SANCTA MARGARITA * SCIO CUI CREDIDI – BEATA VIRGO ET MARTYR MARGARITA IMPLORET NOBIS INDULGENTIAM» (Hl. Paulus und Hl. Margarethe – Ich weiss wirklich, an wen ich glaube [....]) |

## Kirchgemeindehaus
Für die Bedürfnisse der Italienisch sprechenden Katholiken war am 1. Oktober 1963 die Missione Cattolica in Langenthal gegründet worden, deren erster Pfarrer auch die Spanier betreuen konnte, bis der Spanierseelsorger von Olten wöchentlich nach Langenthal kam. An einer Kirchgemeindeversammlung 1964 beschloss man, für die vielfältigen Raumbedürfnisse der Pfarrei ein Pfarreizentrum zu bauen. Am 20. September 1968 wurde Kirchgemeindehaus an der Hasenmattstrasse durch Bischof Anton Hänggi eingeweiht. Damit erhielten die Jugendgruppen und andere Gruppierungen und auch die fremdsprachlichen Katholiken Räume zur Begegnung.